# Stadiumi Skënderbeu
Stadiumi Skënderbeu (Skanderbeg-stadion) är en stadion främst använd för fotboll i Korça, Albanien. Stadion är hemmaplan för Skënderbeu Korçë, och har kapacitet 12 000 åskådare. Efter att ha renoverats år 2011 finns det i dagsläget enbart sittplatser på stadion. Efter att den renoverats godkändes den av Uefa för att användas i Champions League-matcher från år 2011. 